# 조제프데지레 조브
조제프데지레 조브(프랑스어: Joseph-Désiré Job, 1977년 12월 1일~)는 카메룬의 축구인으로 선수 시절 공격수로 활동했다.
올랭피크 리옹에서 프로 선수 생활을 시작해 2000년 FA 프리미어리그의 미들즈브러로 이적한 그는 2004년 풋볼 리그 컵 결승전에서 1득점 1도움을 기록하며 미들즈브러가 구단 역사상 첫 번째 우승컵을 들어올리는데 기여했다. 그는 유럽 구단들 외에도 알이티하드, 알카라이티야트와 같은 아시아의 구단에서도 활동했으며 알이티하드 소속으로 2005년 AFC 챔피언스리그 결승전에서 득점을 기록하며 아시아 챔피언스리그 우승을 달성했다.
조브는 1997년 11월 카메룬 축구 국가대표팀에 데뷔했고 2000년 아프리카 네이션스컵 우승을, 2008년 아프리카 네이션스컵 준우승을 달성했다.

## 어린 시절
조제프데지레 조브는 프랑스의 베니시외에서 카메룬인 부모님 사이에서 태어났고 앵주의 생모리스드베노에서 어머니와 4형제들과 함께 성장했다. 그는 이후 올랭피크 리옹의 훈련 시설 근처에 사는 그의 이모와 함께 살았고 1993년 10살의 나이에 올랭피크 리옹 아카데미에 입단했다.

## 구단 경력

### 올랭피크 리옹
조제프데지레 조브는 1997년 6월, 19살의 나이에 올랭피크 리옹과 오드라 보지스와프 실롱스키의 1997년 UEFA 인터토토컵 9조 경기에서 선발출전하며 올랭피크 리옹 1군 데뷔전을 가졌고 데뷔전에서 해트트릭을 기록하며 리옹의 5대 2 승리에 기여했다.

### RC 랑스
조브는 1999년 7월 1일 올랭피크 리옹을 떠나 RC 랑스로 이적했다. 그는 랑스 소속으로 1999-2000년 UEFA컵 준결승전에 진출했지만 랑스는 아스널 FC에 합산 3대 1로 패배하면서 결승전 진출에 실패했다.

### 미들즈브러 FC
조브는 2000년에 미들즈브러 FC의 감독 브라이언 롭슨의 선택을 받아 300만 파운드의 이적료로 랑스에서 미들즈브러로 이적했다. 그는 미들즈브러에 집중하기 위해 2000년 하계 올림픽에 출전하는 카메룬 올림픽 대표팀에 합류하지 않았다. 조브는 미들즈브러가 코번트리 시티 FC를 3대 1로 이긴 2000-01 FA 프리미어리그 1라운드에 선발로 출전하며 미들즈브러 데뷔전을 가졌고 데뷔전에서 데뷔골도 기록했다. 조브는 미들즈브러의 주전에서 밀려나자 2001년 12월 리그 1의 FC 메스로 시즌이 끝날 때까지 임대를 갔다 왔다.
조브는 2002년 11월 30일 웨스트브로미치 앨비언 FC의 선수였던 대런 무어와 서로 머리를 부딪혀 경기장에서 의식을 잃었고 머리뼈에 금이 가는 부상을 입었다. 2003년 9월 21일 미들즈브러와 에버턴 FC의 경기에서 득점을 기록하며 팀의 1대 0 승리를 만든 조브는 9월 29일 훈련 중에 무릎이 뒤틀리는 부상을 당해 약 4달 동안 경기에 출전하지 못했다.
조브는 2004년 2월 29일 미들즈브러와 볼턴 원더러스 FC의 2004년 풋볼 리그 컵 결승전에서 전반 2분 미들즈브러의 첫 번째 득점을 만들었고 전반 7분 페널티 구역 안에서 볼턴의 선수에게 파울을 당해 미들즈브러가 페널티킥으로 팀의 두 번째 득점을 획득하는데 기여했다. 미들즈브러는 2대 1로 승리하며 2003-04 시즌 풋볼 리그 컵에서 우승했고 구단 역사상 첫 번째 주요 대회 우승과 2004-05 시즌 UEFA컵 진출이라는 기록을 세웠다.

### 알이티하드 클럽
조브는 2005년 미들즈브러에서 알이티하드 클럽으로 1년 동안 임대되었고 알이티하드에서 2005년 AFC 챔피언스리그 우승을 달성했다. 알이티하드 클럽에서 임대생활을 마친 조브는 미들즈브러와의 계약이 만료되어 구단을 떠났고 2006-07 FA 프리미어리그가 개막하기 전에 왓퍼드 FC에서 개별훈련에 임했지만 왓퍼드와 계약을 체결하지 못했다.

### CS 스당 아르덴과 OGC 니스
조브는 2006년 9월, 리그 1의 CS 스당 아르덴에 자유계약으로 합류했고 1시즌 동안 활동하는 계약을 체결했다. 그는 스당 아르덴 소속으로 28경기에 출전해 10득점을 기록했고 1년 뒤 2007년 8월, 스당 아르덴에서 OGC 니스로 이적했다.

### 리르서 SK
조브는 2010년 3월, 벨기에의 리르서 SK에 자유계약으로 입단했다. 조브는 2010년 4월 3일 리르서와 KFC 튀른하우트의 벨기에 2부 리그 경기에서 후반전에 교체투입되며 리르서 데뷔전을 가졌고 데뷔전에서 2득점 1도움을 기록하며 리르서가 3대 1 역전승을 획득하는데 기여했다. 그는 4월 25일 KV 레드 스타 바슬란트와의 경기에서 1득점을 기록하며 리르서가 벨기에 2부 리그에서 우승하는데 기여했다. 
조브는 2010년 6월 21일 리르서와의 계약을 2시즌 연장했고 1년 뒤 2011년 7월 프로 선수 경력을 마감했다.

## 국가대표팀 경력
조제프데지레 조브는 1997년, 당시 프랑스 U-21 축구 국가대표팀의 코치였던 레몽 도메네크에게 프랑스 축구 국가대표팀에서 뛰는 것을 제안받았지만 부모님의 국가 카메룬의 국가대표로 활동하는 것을 선택했다. 그는 1997년 11월 15일 웸블리 스타디움에서 카메룬 축구 국가대표팀이 잉글랜드 축구 국가대표팀에게 2대 0으로 패배한 친선경기에서 선발출전하며 카메룬 국가대표팀 데뷔전을 가졌다.
조브는 카메룬 국가대표팀 소속으로 1998년 아프리카 네이션스컵, 1998년 FIFA 월드컵, 2000년 아프리카 네이션스컵, 2001년 FIFA 컨페더레이션스컵, 2002년 FIFA 월드컵, 2003년 FIFA 컨페더레이션스컵, 2008년 아프리카 네이션스컵에 출전했고 2000년 아프리카 네이션스컵 우승을, 2008년 아프리카 네이션스컵 준우승을 달성했다.

## 개인사
조제프데지레 조브는 마르뱅 마티프와 조엘 마티프의 사촌이다.

## 수상 내역
미들즈브러 FC
- 풋볼 리그 컵: 2004

 알이티하드 클럽
- AFC 챔피언스리그: 2005

 리르서 SK
- 벨기에 2부 리그: 2009-10

 카메룬 축구 국가대표팀
- 아프리카 네이션스컵: 2000
- 아프리카 네이션스컵 준우승: 2008